# ستيفان الرابع

البابا ستيفان الرابع

البابا ستيفان الرابع (باللاتينية: Stephanus V) هو بابا الكنيسة الكاثوليكية من يونيو 816 إلى يناير 817. يدعى في بعض المصادر بالبابا ستيفان الخامس، بينما يدعى البابا ستيفان الثالث بالبابا ستيفان الرابع.
تبوأ عرش البابوية خلفًا للبابا ليون الثالث، وبمجرد ترسيمه أمر الشعب الروماني بحلف قسم الولاء للملك الفرنجي لويس الورع، ثم زاره بنفسه في أغسطس 816.
توفي البابا ستيفان الرابع في روما في 24 يناير 817 وخلفه البابا باسكال الأول.